# ラトビア銀行
ラトビア銀行（ラトビアぎんこう、ラトビア語：Latvijas Banka）はラトビアの中央銀行。国内でも重要な公的機関のひとつであり、法令で定められた経済における役割を果たしている。ラトビア銀行の基本目的は、金融政策を実施して通貨を管理し、ラトビアの物価安定を維持することである。また通貨ラッツの硬貨・紙幣を発行していたが、ラトビアがEUの単一通貨ユーロに参加したことで、ラッツは2013年12月31日限りで貨幣としての役割を終えている。
ラトビア銀行の本店はリガにおかれている。会計年度は1月1日を期首、12月31日を期末としている。